# Gene Lamont
Pour les articles homonymes, voir Lamont.
Gene William Lamont (né le 25 décembre 1946 à Rockford, Illinois, États-Unis) est un receveur, manager et instructeur des Ligues majeures de baseball. Actuellement instructeur de banc des Tigers de Détroit comme adjoint à Jim Leyland, il joue pour cette équipe de 1970 à 1975. Après sa retraite de joueur, il dirige les White Sox de Chicago et les Pirates de Pittsburgh. Il est élu manager de l'année en Ligue américaine après avoir mené les White Sox au championnat de leur division en 1993.

## Carrière de joueur
Gene Lamont est un choix de première ronde des Tigers de Détroit en 1965. Treizième athlète sélectionné au total par une équipe de la MLB cette année-là, il est le premier joueur choisi par la franchise des Tigers dans l'histoire du repêchage amateur, dont la première séance se tient en 1965.
Lamont, un receveur, joue son premier match dans le baseball majeur le 2 septembre 1970 pour les Tigers. Il dispute un total de 87 matchs avec cette équipe de 1970 à 1972, puis en 1974 et 1975. Il maintient une moyenne au bâton en carrière de ,233 avec 37 coups sûrs, quatre coups de circuit, 14 points produits, 15 points marqués et un but volé.

## Carrière d'entraîneur
Après sa carrière de joueur, Gene Lamont est manager en ligues mineures pour des clubs affiliés aux Royals de Kansas City de la Ligue américaine de baseball de 1978 à 1985. Dans cette organisation, il dirige successivement les Royals de Fort Myers (niveau A, Florida State League) de 1978 à 1980, les Suns de Jacksonville (Double-A, Southern League) de 1980 à 1983, puis les Royals d'Omaha (Triple-A, Association américaine) en 1984 et 1985.
En 1986, il revient en Ligue majeure et se joint au personnel d'instructeurs des Pirates de Pittsburgh de la Ligue nationale. Il est instructeur au troisième but des Pirates de cette année-là jusqu'en 1991.

### White Sox de Chicago
Lamont devient au début de la saison 1992 le gérant des White Sox de Chicago. Après une première saison de 86 victoires et une troisième place dans sa division, l'équipe améliore sa fiche en 1993 avec 94 gains contre 68 revers. Les White Sox remportent le championnat de la division Ouest de la Ligue américaine pour accéder aux séries éliminatoires. Ils s'inclinent cependant en Série de championnat de leur ligue devant les champions du monde en titre, les Blue Jays de Toronto. Lamont est élu après la saison le manager de l'année de la Ligue américaine.
Les Sox terminent la saison suivante (1994) en tête de leur division une fois de plus. Leur fiche victoires-défaites s'annonce supérieure à celle de la saison précédente, mais une grève des joueurs met fin à cette belle saison en août alors que Chicago est en première place avec 67 victoires et 46 défaites, pour un pourcentage de victoires de ,593 en 113 parties jouées (comparativement à ,580 en 162 matchs de la saison 1993).
Chicago connaît un mauvais départ en 1995 avec seulement 11 gains en 31 parties. Après le match du 1er juin, une quatrième défaite de suite pour les White Sox, Lamont perd son poste et est remplacé par Terry Bevington. Il a dirigé Chicago pour 468 parties au total, soit 258 matchs gagnés, 210 défaites, et un pourcentage de victoires de ,551.

### Pirates de Pittsburgh
Au début de la saison de baseball 1997, Gene Lamont succède à Jim Leyland comme manager des Pirates de Pittsburgh après avoir été l'instructeur au troisième but de l'équipe en 1996. Héritant d'une franchise en difficulté depuis quelques années, il prend le club qui a terminé cinquième sur cinq équipes dans la division Centrale de la Ligue nationale en 1996 et l'amène à une étonnante deuxième place. Avec 79 gains contre 83 revers, les Pirates de 1997 jouent toutefois légèrement sous la moyenne de ,500. Ils ne bouclent la saison qu'à cinq parties des meneurs, les Astros de Houston, mais treize matchs sous les meilleurs deuxièmes de la Nationale, les Marlins de la Floride. Lamont échappe de peu le titre de gérant de l'année de la Ligue nationale à l'issue d'un vote serré remporté par son homologue des Giants de San Francisco, Dusty Baker.
Incapables de connaître une saison gagnante depuis 1992, les Pirates de Lamont continuent par la suite d'éprouver des ennuis. Derniers de leur division en 1998, il ne gagnent que 69 matchs contre 93 défaites, à 33 matchs derrière Houston. En 1999, ils améliorent leur fiche victoires-défaites à 78-83 et prennent la troisième place, mais chutent au cinquième rang en 2000 avec un dossier de 69-93.
Lamont, qui cède la place à Lloyd McClendon après la saison 2000, a dirigé Pittsburgh pour 648 matchs. L'équipe a remporté 295 de ceux-ci contre 352 défaites, pour un pourcentage de victoires de ,456.

### De 2001 à 2005
Lamont est instructeur au troisième but des Red Sox de Boston en 2001 puis occupe les mêmes fonctions chez les Astros de Houston de 2002 à 2004.
En 2005, il est manager des Red Barons de Scranton, le club-école de niveau Triple-A des Phillies de Philadelphie dans la Ligue internationale.

### Tigers de Détroit
Gene Lamont est engagé comme instructeur au troisième but des Tigers de Détroit le 11 octobre 2005 et entre en fonctions pour la saison 2006. Il retrouve à Détroit le gérant Jim Leyland, avec qui il a travaillé à Pittsburgh durant les années 1980 et 1990. Lamont porte le numéro d'uniforme 22 avec les Tigers.
À l'automne 2011, Lamont est l'un des nombreux candidats au poste de manager des Red Sox de Boston. Au fil du processus de sélection du successeur de Terry Francona, les Red Sox réduisent la liste de candidats pour ne retenir que Lamont et Bobby Valentine.
En 2013, Lamont est promu instructeur de banc aux côtés de Leyland à Détroit.

## Vie personnelle
Lamont et son épouse Melody ont deux enfants : Melissa, née en 1982, et Wade, né en 1984. Wade Lamont, un joueur de premier but, est drafté au 29e tour de sélection par les Tigers de Détroit en 2007 et évolue trois saisons en ligues mineures dans l'organisation des Tigers.